# Santervás de la Vega
Santervás de la Vega – gmina w Hiszpanii, w prowincji Palencia, w Kastylii i León, o powierzchni 70,68 km². W 2011 roku gmina liczyła 497 mieszkańców.